# 米子郵便局
米子郵便局（よなごゆうびんきょく）は、鳥取県米子市にある郵便局。民営化前の分類では集配普通郵便局であった。

## 概要
- 住所：〒683-8799 鳥取県米子市弥生町10番地

### 併設施設
- ゆうちょ銀行鳥取パートナーセンター

### 分室
- 集配分室（52170）[1] - 〒683-8799 鳥取県米子市大谷町256-1[2][3]
  - 集配業務を分割して設置された[4]。一般客向け窓口、ATMを持たない。

### 出張所（局外ATM）
民営化以前は以下の場所に出張所としてATMを設置していた。現在も同じ場所にATMがあるが、管理はゆうちょ銀行広島支店となっている。
- 鳥取大学医学部内出張所
- ホープタウン内出張所
- 米子駅前サティ内出張所

## 沿革
- 1872年8月4日（明治5年7月1日） - 米子郵便取扱所として開設[5]。
- 1873年（明治6年）4月 - 米子郵便役所となる。
- 1875年（明治8年）1月1日 - 米子郵便局（四等）となる。翌日より為替取扱を開始。
- 1878年（明治11年） - 貯金取扱を開始。
- 1890年（明治23年）7月16日 - 米子郵便電信局となる。
- 1903年（明治36年）4月1日 - 通信官署官制の施行に伴い米子郵便局となる。
- 1956年（昭和31年）10月1日 - 電話通話および和文電報受付事務の取扱を開始[6]。
- 1963年（昭和38年）4月8日 - 米子市西倉吉町から、同市角盤町一丁目に局舎を新築、移転。
- 1981年（昭和56年）10月12日 - 米子市角盤町一丁目から、同市西福原に局舎を新築、移転。
- 1991年（平成3年）10月1日 - 外国通貨の両替および旅行小切手の売買に関する業務取扱を開始。
- 1997年（平成9年）3月3日 - 米子市西福原二丁目から、同市弥生町に移転[7]。
- 1998年（平成10年）8月24日 - 大篠津郵便局（〒683-0199→〒683-0101）から集配業務を移管。
- 2006年（平成18年）1月 - 尾高郵便局（〒689-3599）から小包の集配業務を移管。
- 2006年（平成18年）10月16日 - 尾高郵便局（〒689-3599→〒689-3514）、淀江郵便局（〒689-3499→〒689-3403）、西伯郵便局（〒683-0399→〒683-0351）、会見郵便局（〒683-0299→〒683-0201）、岸本郵便局（〒689-4199→〒689-4133）、溝口郵便局（〒689-4299→〒689-4201）から集配業務を移管[8]。
- 2007年（平成19年）10月1日 - 民営化に伴い、併設された郵便事業米子支店に一部業務を移管。
- 2012年（平成24年）10月1日 - 日本郵便株式会社発足に伴い、郵便事業米子支店を米子郵便局に統合。
- 2018年（平成30年）9月24日 - ゆうゆう窓口の24時間営業を中止。集配業務を新たに開設した米子郵便局集配分室に移管。
- 2019年（平成31年）2月18日 - 松江中央郵便局から郵便番号上2桁が69の一部のゆうパックの地域区分業務を移管。

## 取扱内容

### 米子郵便局
- 郵便、印紙、ゆうパック、内容証明
- 貯金、為替、振替、振込、国際送金、外貨両替・トラベラーズチェック、国債、投資信託
- 生命保険、バイク自賠責保険、自動車保険、変額年金保険、がん保険、引受条件緩和型医療保険
- ゆうちょ銀行ATM
- 郵便番号の上2桁が68の地域（鳥取県全域[9]、島根県隠岐郡）あて及び郵便番号の上2桁が69の一部（島根県の一部地域）の郵便物・ゆうパック、あてのゆうパックを配達局ごとに区分する業務（地域区分局）
- ゆうゆう窓口

### 米子郵便局集配分室
- 鳥取県米子市、西伯郡、日野郡、および島根県隠岐郡の郵便物の取り集め
- 米子市、西伯郡日吉津村、南部町、伯耆町全域の集配業務
  - 該当する郵便番号は683-00xx、683-08xx、683-85xx、683-86xx、683-87xx、683-01xx、689-35xx、689-34xx、683-03xx、683-02xx、689-41xx、689-42xx

### ゆうちょ銀行鳥取地域センター
- 対顧客のコールセンター、直営店および郵便局への管理・サポート業務等。
- 直営店は併設されていないため、窓口業務は、郵便局が代理店として行う。

## 周辺
- 国道9号
- 国道181号
- 日本郵政中四国郵政健康管理センター米子分室（旧米子鉄道郵便局）

## アクセス
- JR山陰本線・境線 米子駅から徒歩約4分
- 日交バス、日ノ丸バス 米子駅停留所下車
- 山陰自動車道 米子南ICから北西へ約3km
- 駐車場あり：19台